# Boris Bakin
Boris Władimirowicz Bakin (ros. Бори́с Влади́мирович Ба́кин, ur. 28 maja?/10 czerwca 1913 w Wołogdzie, zm. 30 czerwca 1992 w Moskwie) – radziecki polityk, minister montażowych i specjalnych prac budowlanych ZSRR (1975–1989), Bohater Pracy Socjalistycznej (1975).
1929 ukończył szkołę 2 stopnia, od 1930 w Magnitogorsku, gdzie pracował w kombinacie metalurgicznym jako monter, elektryk i starszy brygadzista. 1936–1938 służył w Armii Czerwonej na Dalekim Wschodzie, od 1938 pracował jako kierownik robót budowlanych, od 1941 członek WKP(b). Od 1943 kierował budowami w NIżnym Tagile, od 1950 w Czelabińsku, a od 1952 w Moskwie. Od 1950 pracownik zarządu Ministerstwa Budownictwa Przemysłu Ciężkiego ZSRR, 1959 ukończył Wszechzwiązkowy Zaoczny Instytut Energetyczny, od 1961 kierownik trustu Ministerstwa Budownictwa ZSRR. Od maja 1967 do maja 1975 zastępca ministra, a od 22 maja 1975 do 7 czerwca 1989 minister montażowych i specjalnych prac budowlanych ZSRR. 1976–1990 członek KC KPZR, deputowany do Rady Najwyższej ZSRR od 9 do 11 kadencji. Pochowany na cmentarzu Nowodziewiczym.

## Odznaczenia i nagrody
- Złoty Medal „Sierp i Młot” Bohatera Pracy Socjalistycznej (6 czerwca 1975)
- Order Lenina (pięciokrotnie, m.in. 1949, 29 lipca 1966, 6 czerwca 1975 i 9 czerwca 1983)
- Order Rewolucji Październikowej (19 marca 1981)
- Order Czerwonego Sztandaru Pracy (20 kwietnia 1956)
- Order „Znak Honoru” (dwukrotnie)
- Nagroda Stalinowska (1951)
- Nagroda Leninowska (1984)
- Nagroda Państwowa ZSRR (1969)

I medale.